# Massimiliano Palombara
Massimiliano Palombara (Roma, XVI secolo – Benevento, 23 gennaio 1607) è stato un arcivescovo cattolico italiano.

## Biografia
Nipote del cardinale Giacomo Savelli dopo essere stato eletto il 17 maggio 1574 venne consacrato il 26 settembre dello stesso anno.
Prese possesso dell'arcidiocesi di Benevento il 19 febbraio 1576, dopo trentadue anni di episcopato morì lasciando una rendita che doveva garantire l'esercizio delle funzioni di ogni sabato.

## Genealogia episcopale
La genealogia episcopale è:
- Cardinale Scipione Rebiba
- Cardinale Giulio Antonio Santori
- Arcivescovo Massimiliano Palombara